# Duathathor-Henuttaui
Duathathor-Henuttaui (fl. XI secolo a.C.) è stata una regina egizia tra la tarda XX dinastia e l'inizio della XXI dinastia.

## Famiglia
Duathathor-Henuttaui fu probabilmente figlia di Ramses XI, ultimo faraone della XX dinastia, e della regina Tentamon. 
La posizione di Duathathor-Henuttaui all'interno della tarda XX dinastia e sul principio della successiva non è stata interamente chiarita, e resta aperta a interpretazioni. Duathathor-Henuttaui si fregiò dei titoli di Figlia del Re, Sposa del Re, Madre del Re, Signora delle Due Terre, Figlia della Grande Sposa Reale, Prima Cantrice di Amon, Madre della Grande Sposa Reale, Madre dell'Alto Sacerdote di Amon, Madre del Generalissimo.
L'egittologo Edward Wente ha ipotizzato che Duathathor-Henuttaui fosse figlia del faraone Smendes I e di Tentamon, sposa di Pinedjem I e madre di re Psusennes I e della sposa di questi, Mutnodjemet, dell'Alto Sacerdote di Amon Menkheperra, il Generalissimo dell'Alto e Basso Egitto Menkheperra, e la Divina Sposa di Amon Maatkara Mutemhat.

## Mummia

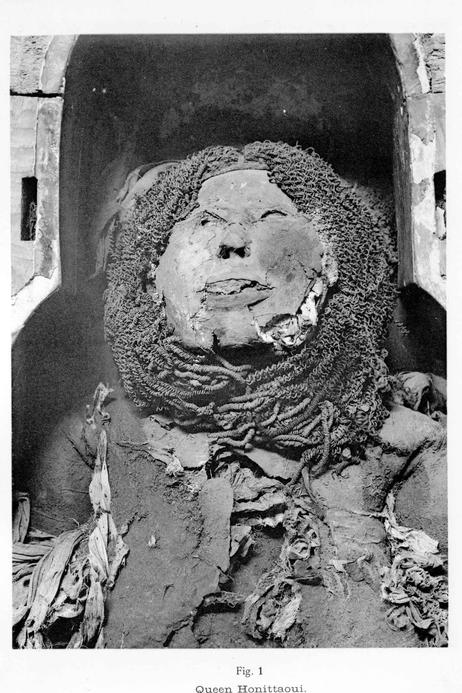
La mummia di Duathathor-Henuttaui.

La sua mummia, con i sarcofagi, fu rinvenuta nel 1881 nel cosiddetto nascondiglio DB320 di Deir el-Bahari, insieme alle salme di vari suoi famigliari stretti. Il nascondiglio fu il rifugio individuato per salvare le mummie reali dalle razzie ormai endemiche, e la sepoltura originaria di Duathathor-Henuttaui non è nota. La sua mummia giaceva in due sarcofagi inizialmente coperti d'oro, ma il prezioso rivestimento fu anticamente staccato a colpi d'ascia e rubato. Sia la salma che le bare sono oggi al Museo del Cairo. Anche il corpo fu danneggiato dai razziatori: in cerca dell'amuleto dello scarabeo che veniva posto sul cuore, la maggior parte del petto fu sfondata e aperta, e l'anatomista G. Elliot Smith, che per primo la studiò, descrisse lo squarcio di 18 centimetri di diametro presso l'epigastrio. Duathathor-Henuttaui risultò essere stata una donna in sovrappeso, giovane, alta 1 metro e 52 centimetri e, aggiunge il Dr. Elliot Smith, "dai seni molto grandi, pieni e pendenti." Tale mummia mostra, inoltre, l'eccesso e gli esiti negativi della moda, nata alla fine della XX dinastia, di imbottire gli arti e gli strati della pelle con imbottiture di lino, segatura, resine e altre sostanze, per dare l'impressione di una vitale pienezza; nel caso di questa regina gli imbalsamatori esagerarono: la pelle delle guance, troppo tesa per la fermentazione dei sali posti nel cavo orale e del grasso, e resa fragile dall'essiccamento, si squarciò completamente. I primi osservatori credettero che la regina avesse una maschera funebre sul volto, ma in seguito la faccia fu ricomposta.

## Titoli
- Figlia del Re
- Sposa del Re
- Madre del Re
- Signora delle Due Terre
- Figlia della Grande Sposa Reale
- Grande Sposa Reale
- Prima Cantrice di Amon
- Madre della Grande Sposa Reale
- Madre dell'Alto Sacerdote di Amon
- Madre del Generalissimo